# مونتغمري (فيرمونت)
مونتغمري (بالإنجليزية: Montgomery, Vermont)‏ هي بلدة تقع بولاية فيرمونت في الولايات المتحدة. تبلغ مساحتها 147 (كم²)، وترتفع عن سطح البحر 198 م، بلغ عدد سكانها 1201 نسمة في عام 2010 حسب إحصاء مكتب تعداد الولايات المتحدة وتصل الكثافة السكانية فيها 6.7 نسمة/كم2.

## وصلات خارجية
- www.montgomeryvt.us
- The US50 - Cities and Towns in Vermont State
- Vermont Cities and Towns, Facts, Map, Flag, Colleges, Government, and More